# Ксенґінкі (Сьремський повіт)
Ксенґінкі (пол. Księginki, нім. Buchdorf) — село в Польщі, у гміні Дольськ Сьремського повіту Великопольського воєводства.
Населення — 201 особа (2011).
У 1975-1998 роках село належало до Познанського воєводства.

## Демографія
Демографічна структура станом на 31 березня 2011 року:
|          | Загалом | Допрацездатний вік | Працездатний вік | Постпрацездатний вік |
| -------- | ------- | ------------------ | ---------------- | -------------------- |
| Чоловіки | 103     | 24                 | 66               | 13                   |
| Жінки    | 98      | 11                 | 66               | 21                   |
| Разом    | 201     | 35                 | 132              | 34                   |